# Donnaldsoncythere pennsylvanica
Donnaldsoncythere pennsylvanica är en kräftdjursart som först beskrevs av C. W. Hart 1960.  Donnaldsoncythere pennsylvanica ingår i släktet Donnaldsoncythere och familjen Entocytheridae. Inga underarter finns listade i Catalogue of Life.